# João Paulo Brito
João Paulo Candeias Brito (Olhão, 5 giugno 1974) è un ex calciatore portoghese, di ruolo centrocampista.

## Carriera
Ha giocato nella massima serie dei campionati portoghese e bulgaro.

## Palmarès

### Club

#### Competizioni nazionali
- Coppa di Portogallo: 1

Vitória Setúbal: 2004-2005